# Numenes insolita
Numenes insolita är en fjärilsart som beskrevs av W. Schultze 1910. Numenes insolita ingår i släktet Numenes och familjen tofsspinnare. Inga underarter finns listade i Catalogue of Life.